# ميل ديفيس
ميل ديفيس (بالإنجليزية: Mel Davis)‏ مواليد 9 نوفمبر 1950 في نيويورك، هو لاعب كرة سلة أمريكي سابق. تم اختياره من قبل فريق نيويورك نيكس خلال الدرافت. حمل الرقم 31. يبلغ طوله 6 قدم 6 بوصة (2.0 م).

## المسيرة الاحترافية
لعب مع نيويورك نيكس من سنة 1973 إلى 1977، ثم لعب مع بروكلين نتس في سنة 1977، ثم لعب مع نادي ميلانو 1958 لكرة السلة في موسم 1979–1980.

## روابط خارجية
- ميل ديفيس على موقع إن بي أي (الإنجليزية)
- ميل ديفيس على موقع سبورتس رفرنس (الإنجليزية)
- ميل ديفيس على موقع كلية كرة السلة في سبورتس رفرنس.كوم (الإنجليزية)
- ميل ديفيس على موقع ريلجم (الإنجليزية)
- ميل ديفيس على موقع بروبوليرز (الإنجليزية)